# موخناتوشکا
موخناتوشکا (به لاتین: Mokhnatushka) یک منطقهٔ مسکونی در روسیه است که در بارنائول واقع شده‌است.